# 周台竹
周台竹（1956年5月6日—），中華民國政治人物、前外交官及港務警察，畢業於警大行政系、美國喬治華盛頓大學外交所碩士、美國哈佛大學進修，現任臺灣民主基金會董事，民眾黨新北市黨部主委，曾任台灣民眾黨秘書長、臺北市政府發言人、臺北市政府公訓處長、駐荷蘭大使、駐聖露西亞大使、外交部國際組織司長、北美會秘書長、花蓮港警局外事巡官，是國內首位退休駐外大使擔任政黨秘書長。
2023年1月3日，由於周台竹的外交才能，接任台灣民眾黨秘書長，春天即將訪美國的總統參選人柯文哲看重其涉外事務能力，處理美中日的國際關係。
2024年3月20日，台灣民眾黨國際事務委員會升格為涉外事務部，周台竹擔任總監
2024年3月至4月，台灣民主基金會開會改選董事會，周台竹代表台灣民眾黨新任該會董事之一（政黨代表）。
2025年3月26日，接替陳世軒，擔任臺灣民眾黨新北市黨部主委。
2025年8月，推廣核三延役公投宣講。

## 外部連結
| 政党职务      | 政党职务                                            | 政党职务      |
| ------------- | --------------------------------------------------- | ------------- |
| 臺灣民眾黨    |                                                     |               |
| 前任： 謝立功 | 台灣民眾黨秘書長 第三任 2023年1月3日－2024年1月31日 | 繼任： 周榆修 |